# Grabów nad Pilicą
Grabów nad Pilicą ist ein Dorf im Powiat Kozienicki in der Woiwodschaft Masowien, Polen. Grabów nad Pilicą ist auch Sitz der gleichnamigen Landgemeinde (gmina wiejska).

## Geographie
Grabów nad Pilicą liegt 58 km südlich von Warschau und 28 km nordwestlich der Kreisstadt Kozienice und liegt am Fluss Pilica.

## Geschichte
Eine erste Erwähnung einer Siedlung an diesem Ort von stammt von Kasimir dem Großen aus dem Jahr 1359. Der Name Grabów taucht zum ersten Mal 1569 auf. Nach der dritten Teilung Polens kam das Dorf zu Österreich. Entlang des Flusses Pilica verlief die Grenze zwischen Österreich und Preußen. Aus dieser Zeit ist noch ein Garnisonsgebäude erhalten, es beherbergt heute das Gemeindeamt. Im Laufe der Jahrhunderte wechselte das Dorf mehrfach den Besitzer. Während des Zweiten Weltkrieges wurde das Dorf fast vollständig zerstört.
Von 1975 bis 1998 gehörte die Gemeinde zur Woiwodschaft Radom.

## Verkehr
Auf Gemeindegebiet liegen die Halte Grabów nad Pilicą und Strzyżyna der Bahnstrecke Warszawa–Kraków.

## Söhne und Töchter der Gemeinde
- Maria Komornicka, Schriftstellerin

## Landgemeinde

### Geographie
Die Gemeinde hat eine Flächenausdehnung von 124,66 km². 54 % des Gemeindegebiets werden landwirtschaftlich genutzt, 41 % sind mit Wald bedeckt.

### Sołectwo
Zur Landgemeinde gehören 26 Sołectwo (Schulzenämter):
Augustów
Broncin
Brzozówka
Budy Augustowskie
Celinów
Cychrowska Wola
Czerwonka
Dąbrówki
Dziecinów
Edwardów
Grabina
Grabowska Wola
Grabów nad Pilicą
Grabów Nowy
Koziołek
Lipinki
Łękawica
Małęczyn
Nowa Wola
Paprotnia
Strzyżyna
Tomczyn
Utniki
Wyborów
Zakrzew
Zwierzyniec
Weitere Orte der Gemeinde sind Gajówka Czerwonka, Gajówka Paprotnia, Grabów, Grabów Zaleśny, Kukawka, Kępa Niemojewska, Kępa Niemojewska (leśniczówka) und Strzyżyna (leśniczówka).